# Еллен Клеман
Еллен Емма Августа Клеман (швед. Ellen Emma Augusta Kleman; 24 липня 1867, Карлскруна, Швеція — 28 вересня 1943, Стокгольм, Швеція) — шведська письменниця, громадська і політична діячка, феміністка. Редакторка кількох друкованих видань на підтримку прав жінок, серед яких Dagny (1907—1913) та Hertha (1914—1932).

## Життєпис
Народилася в Карлскруні 1867 року в сім'ї Карла Клемана (1820—1872) і Йоганни Августи Грам (1825—1904). Її старша сестра, Анна Клеман (1862—1940), також стала відомою правозахисницею. Після закінчення школи для дівчат у Карлскроні Еллен працювала банківською службовицею в Уппсалі та Стокгольмі.
Активна учасниця феміністичного руху. 1907 року стала редакторкою Dagny, одного з найважливіших друкованих органів феміністського руху Швеції. За кілька років роботи у виданні написала багато статей, нарисів, біографій відомих жінок. Коли 1913 року випуск журналу припинився, отримала посаду редакторки в газеті Hertha. 1921 року працювала в раді Жіночій асоціації Фредрики Бремер (швед. Fredrika Bremer Förbundet, FBF), обіймаючи посаду голови стокгольмського представництва організації (1922—1931).
У цей період зацікавилася засновницею Асоціації, Фредрикою Бремер, опублікувала збірку нарисів про неї. Разом з Кларою Югансон, з якою вона жила від 1912 року до своєї смерті, опублікувала чотири томи листів Бремер.
Окрім робіт про фемінізм, опублікувала історичний роман «Дружина Фабіана Вендта» (швед. «Fabian Wendts hustru») про жінок, якими маніпулювали й керували інші, без будь-якої можливості для саморозвитку.

## Нагороди
1932 року Еллен Клеман відзначена золотою медаллю Ілліс кворум, що вручається від імені короля Швеції.